# Aldea de San Miguel
Aldea de San Miguel is een gemeente in de Spaanse provincie Valladolid in de regio Castilië en León met een oppervlakte van 19,93 km². Aldea de San Miguel telt 226 inwoners (1 januari 2016).

## Demografische ontwikkeling
Bron: INE, 1857-2011: volkstellingen